# McLean (Teksas)
McLean je gradić u američkoj saveznoj državi Teksas. Prema popisu stanovništva iz 2010. u njemu je živjelo 778 stanovnika.